# Hurricane Hunters
«Охотники за ураганами» (англ. Hurricane Hunters) — самолёты США, которые осуществляют полёты внутрь тропических циклонов над северной частью Атлантического океана и северо-восточной частью Тихого океана для получения точных данных об ураганах.
В настоящее время эту функцию выполняют 53-я эскадрилья метеоразведки ВВС США и самолёты Национального управления океанических и атмосферных исследований.
В западной части Тихого океана и Индийском океанах работают преследователи тайфунов (англ. Typhoon Chasers) — Военно-воздушные силы США, и искатели тайфунов (англ. Typhoon Trackers), Военно-морской флот США.
До появления искусственных спутников Земли самолёты были единственным средством слежения за ураганами. Хотя использование спутников и произвело огромные перемены, всё же некоторые задачи нельзя решить с их помощью. Спутники не могут определить внутреннее барометрическое давление ураганов, не могут дать точных данных о скорости ветра. Такого рода задачи как раз и решают «охотники за ураганами».

## Особенности полёта в циклоне
Несмотря на ветры ураганной силы, основная масса циклона вполне пригодна для полёта — нужно лишь делать поправку на действие преобладающего ветра. Опасность представляют лишь области, где ветер изменяется резко — такие «срезы» могут разрушить самолёт или заставить его потерять управление из-за резкого изменения подъёмной силы. Эти области, как правило, можно определить по радару. Кроме того, используемые для полётов в циклонах модели самолётов имеют усиленную конструкцию, рассчитанную на жестокие турбулентности в стенах глаза и дождевых полосах циклона.

## Происшествия и инциденты
- 15 сентября 1989 года — инцидент с NOAA 42 в урагане Хьюго